# Шкала стресу Голмса та Рея
Шкала стресу Холмса та Рея — це список із 43 стресових життєвих подій, які можуть сприяти захворюванню.

## Дослідження
У 1967 році психіатри Томас Холмс та Річард Рей дослідили медичну документацію понад 5000 пацієнтів для визначення, чи можуть стресові події спричинити захворювання. Пацієнтів попросили скласти список 43 життєвих подій на основі відносної оцінки. Виявлено позитивну кореляцію +0,118 між їх життєвими подіями та хворобами.
Їх результати були опубліковані як Шкала оцінки соціальних змін (Social Readjustment Rating Scale - SRRS)  більш відома як шкала стресу Холмса та Рея. Подальші дослідження підтвердили зв’язок між стресом та хворобою.

## Підтримуючі дослідження
У 1970 р. Рей провів дослідження, перевіряючи валідність шкали стресу як предиктора хвороби. Шкала була надана 2500 морякам у США, яких попросили оцінити «життєві події» за попередні шість місяців. Протягом наступного півроку було проведене детальне обстеження стану здоров'я моряків. Було виявлено кореляцію +0,118 між показниками шкали стресу та хворобою, що було достатньо для підтвердження гіпотези про наявність зв'язку між життєвими подіями та хворобою.
У поєднанні з оцінкою за опитувальником Корнелльського університету, шкала стресу корелювала з відвідуванням диспансерів, і була валідною у осіб, які були виключені зі стресової програми підготовки спеціалістів з підводного демонтажу через медичні проблеми. За шкалою також оцінювали різні групи населення в США (афроамериканці, мексиканці та білі). Шкала також була випробувана у людей різних культур, коли порівнювали японські та малазійські групи з американським населенням.

## Дорослі
Сума балів до кожної з відповідних подій за останній рік життя людини дає приблизну оцінку того, як стрес впливає на здоров'я. 
| Життєва подія                                                 | Одиниці зміни життя |
| ------------------------------------------------------------- | ------------------- |
| Смерть подружжя                                               | 100                 |
| Розлучення                                                    | 73                  |
| Подружня розлука (без офіційного оформлення)                  | 65                  |
| Позбавлення волі                                              | 63                  |
| Смерть близького члена родини                                 | 63                  |
| Особиста травма або хвороба                                   | 53                  |
| Шлюб                                                          | 50                  |
| Звільнення з роботи                                           | 47                  |
| Подружнє примирення (після розлуки без офіційного оформлення) | 45                  |
| Вихід на пенсію                                               | 45                  |
| Зміна здоров’я члена сім’ї                                    | 44                  |
| Вагітність                                                    | 40                  |
| Сексуальні труднощі                                           | 39                  |
| Поповнення у сім'ї                                            | 39                  |
| Переміни у бізнесі                                            | 39                  |
| Зміна фінансового стану                                       | 38                  |
| Смерть близького друга                                        | 37                  |
| Перехід на інший напрямок роботи                              | 36                  |
| Зміна частоти суперечок                                       | 35                  |
| Велика позика під заставу (іпотека)                           | 32                  |
| Втрата застави під іпотеку або позику                         | 30                  |
| Зміна обов'язків на роботі                                    | 29                  |
| Ухід дитини з дому                                            | 29                  |
| Проблеми з законом                                            | 29                  |
| Видатне особисте досягнення                                   | 28                  |
| Подружжя починає або припиняє роботу                          | 26                  |
| Початок чи закінчення школи                                   | 26                  |
| Зміна умов життя                                              | 25                  |
| Перегляд особистих звичок                                     | 24                  |
| Проблема з начальником                                        | 23                  |
| Зміна робочого часу або умов праці                            | 20                  |
| Зміна місця проживання                                        | 20                  |
| Зміна школи                                                   | 20                  |
| Зміна звичного відпочинку                                     | 19                  |
| Зміни в церковній діяльності                                  | 19                  |
| Зміна соціальної діяльності                                   | 18                  |
| Незначна позика чи позика під невелику заставу                | 17                  |
| Зміна звичок сну                                              | 16                  |
| Зміна кількості зустрічей у сімейному колі                    | 15                  |
| Зміна харчових звичок                                         | 15                  |
| Відпустка                                                     | 13                  |
| Велике свято                                                  | 12                  |
| Незначне порушення закону                                     | 11                  |

Оцінка 300+: ризик захворювання.
Оцінка 150-299 : ризик захворювання помірний (на 30% нижчий від вищевказаного).
Оцінка <150 : невеликий ризик захворювання.

## Діти і підлітки
Модифікована шкала також розроблена для дітей і підлітків. Подібно до шкали дорослих, бали оцінки стресу за життєвими подіями минулого року додаються та порівнюються з приблизною оцінкою того, як стрес впливає на здоров'я.
| Життєва подія                                     | Одиниці зміни життя |
| ------------------------------------------------- | ------------------- |
| Смерть одного з батьків                           | 100                 |
| Незапланована вагітність / аборт                  | 100                 |
| Одруження                                         | 95                  |
| Розлучення батьків                                | 90                  |
| Набуття видимої вади                              | 80                  |
| Батьківство                                       | 70                  |
| Ув'язнення одного з батьків на понад один рік     | 70                  |
| Розлучення батьків (без офіційного оформлення)    | 69                  |
| Смерть брата чи сестри                            | 68                  |
| Зміна в прийнятті однолітками                     | 67                  |
| Незапланована вагітність сестри                   | 64                  |
| Відкриття факту власного усиновлення              | 63                  |
| Шлюб батька/матері з вітчимом/мачухою             | 63                  |
| Смерть близького друга                            | 63                  |
| Наявність видимої вродженої вади                  | 62                  |
| Серйозне захворювання, яке вимагає госпіталізації | 58                  |
| Незакінчення класу школи                          | 56                  |
| Відсутність позакласної діяльності                | 55                  |
| Госпіталізація одного з батьків                   | 55                  |
| Ув'язнення одного з батьків понад 30 днів         | 53                  |
| Розрив з хлопцем чи подругою                      | 53                  |
| Початок побачень                                  | 51                  |
| Відсторонення від занять у школі                  | 50                  |
| Початок прийому наркотиків чи алкоголю            | 50                  |
| Народження брата чи сестри                        | 50                  |
| Зростання суперечок між батьками                  | 47                  |
| Втрата роботи одним з батьків                     | 46                  |
| Видатне особисте досягнення                       | 46                  |
| Зміна фінансового стану батьків                   | 45                  |
| Вступлення до бажаного вишу                       | 43                  |
| Перебування у старших класах школи                | 42                  |
| Госпіталізація брата/сестри                       | 41                  |
| Збільшення відсутності батьків дома               | 38                  |
| Брат чи сестра покидають дім                      | 37                  |
| Поява третьої дорослої людини у сім'ї             | 34                  |
| Набуття статусу повноправного члену церкви        | 31                  |
| Зменшення суперечок між батьками                  | 27                  |
| Зменшення суперечок з батьками                    | 26                  |
| Мати чи батько починають працювати                | 26                  |

Оцінка 300+ : ризик захворювання.
Оцінка 150-299: ризик захворювання помірний (на 30% менший від вищевказаного ризику)
Оцінка <150 : Незначний ризик захворювання.